# جومرو
جومرو (به انگلیسی: Jhumroo) فیلمی هندی محصول سال ۱۹۶۱ و به کارگردانی شانکار موکرجی است. در این فیلم بازیگرانی همچون مدهوبالا، کیشور کومار و لالیتا پاوار ایفای نقش کرده‌اند.